# Kińczyk Bukowski
Kińczyk Bukowski (1251 m) – szczyt górski w Bieszczadach Zachodnich, kulminacja Połoniny Bukowskiej. 
Kińczyk Bukowski położony jest w tzw. Paśmie Granicznym będącym także południową granicą Bieszczadzkiego Parku Narodowego. Jest objęty ścisłą ochroną, przez co jest niedostępny dla turystów próbujących tam dotrzeć z terenu Polski. Od strony ukraińskiej można dotrzeć tam jedynie za zgodą ukraińskich pograniczników.
Na Kińczyku znajdują się słupy graniczne (polski i ukraiński) nr 173 oraz pozostałości po okopach z I wojny światowej. Szczyt jest doskonałym punktem widokowym, z rozległą dookólną panoramą. Z rzadkich w Polsce roślin na Kińczyku botanicy znaleźli pszeńca białego.

## Pieszy szlak turystyczny
ukraiński szlak pieszy Przełęcz Użocka (853 m) – Opołonek (1028 m) – Kińczyk Bukowski (1251 m) – Przełęcz Bukowska

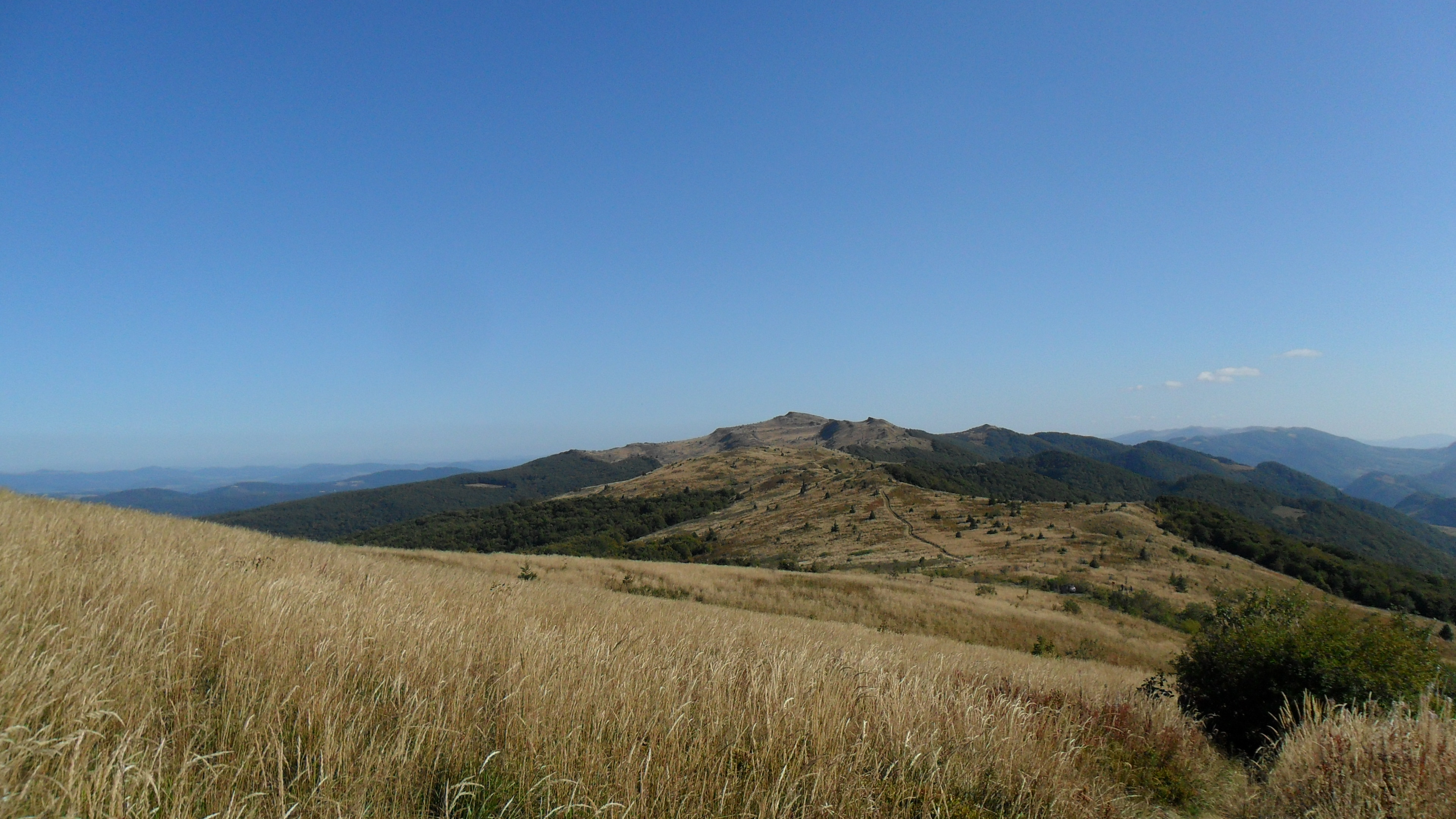
Widok z Rozsypańca
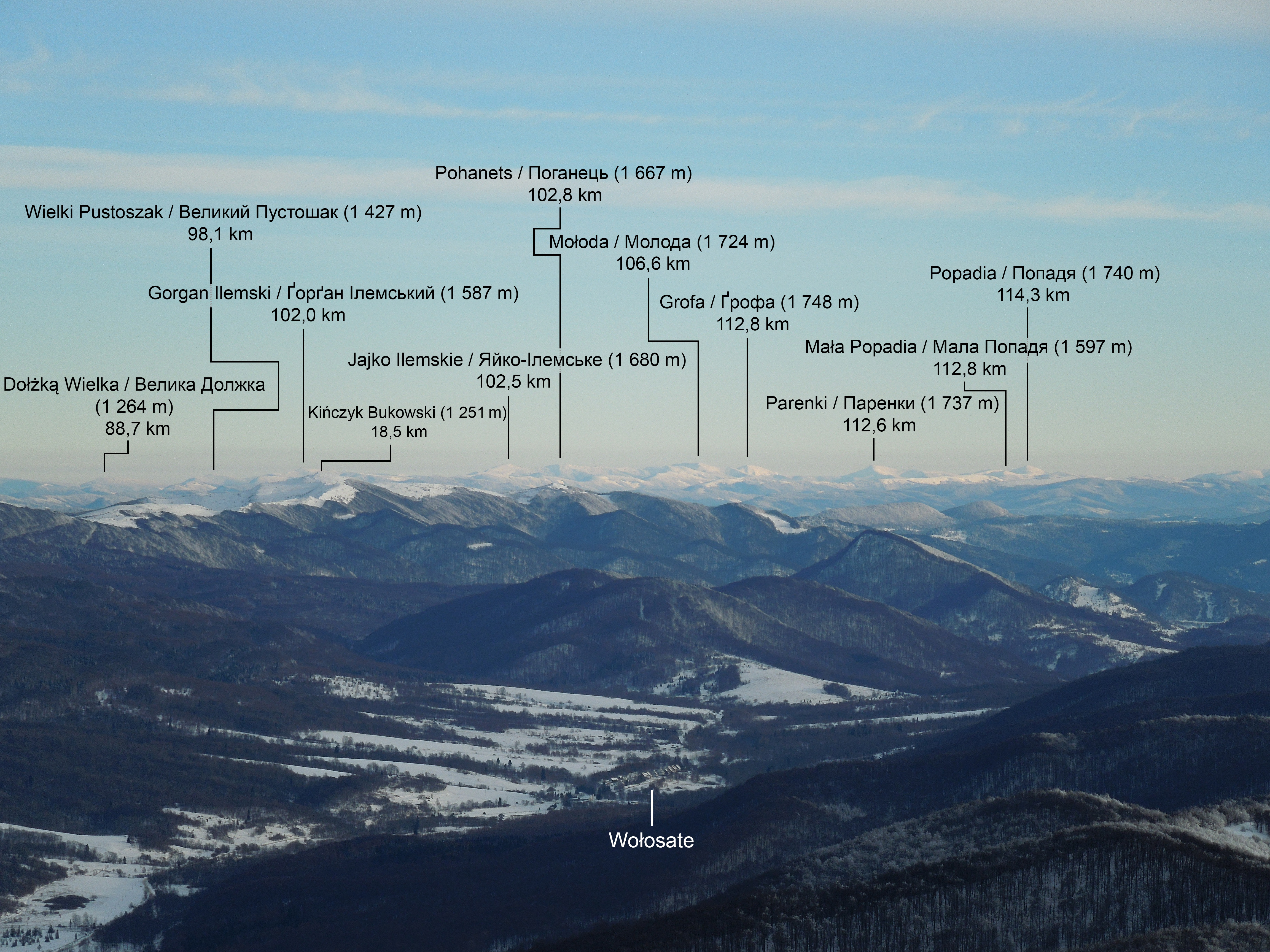
Widok z Wielkiej Rawki
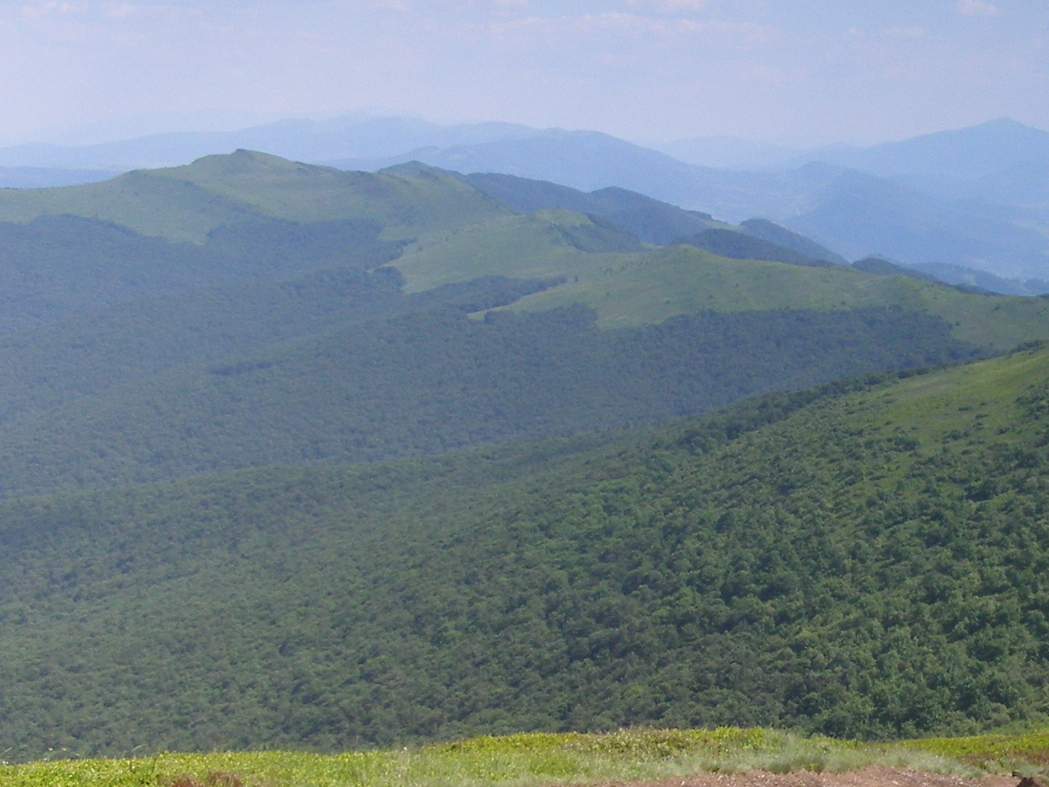
Widok z Halicza